# Ribston Hall
Ribston Hall est un manoir de campagne privé du XVIIe siècle situé sur les rives de la rivière Nidd, à Great Ribston, près de Knaresborough, Yorkshire du Nord, Angleterre. Il s'agit d'un bâtiment classé Grade II* .
Le manoir de deux étages présente une impressionnante façade d'entrée de quinze baies au nord-est. La chapelle attenante contiendrait des traces de maçonnerie du XIIIe siècle .

## Histoire

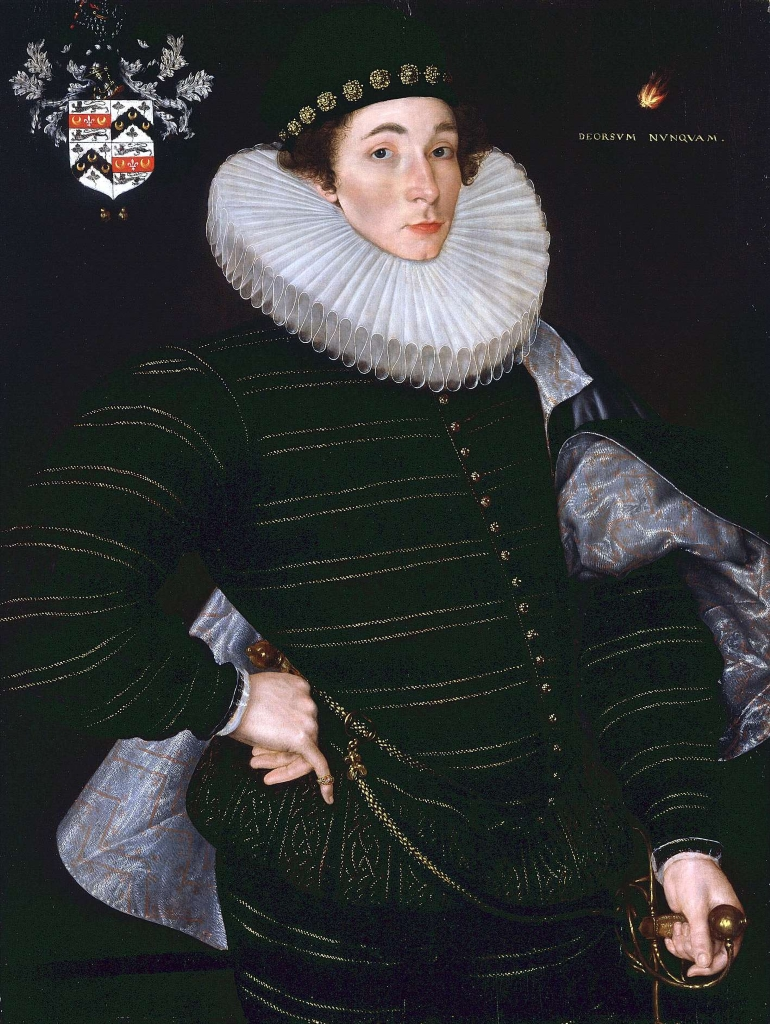
Richard Goodricke de Ribston par Cornelis Ketel 1578

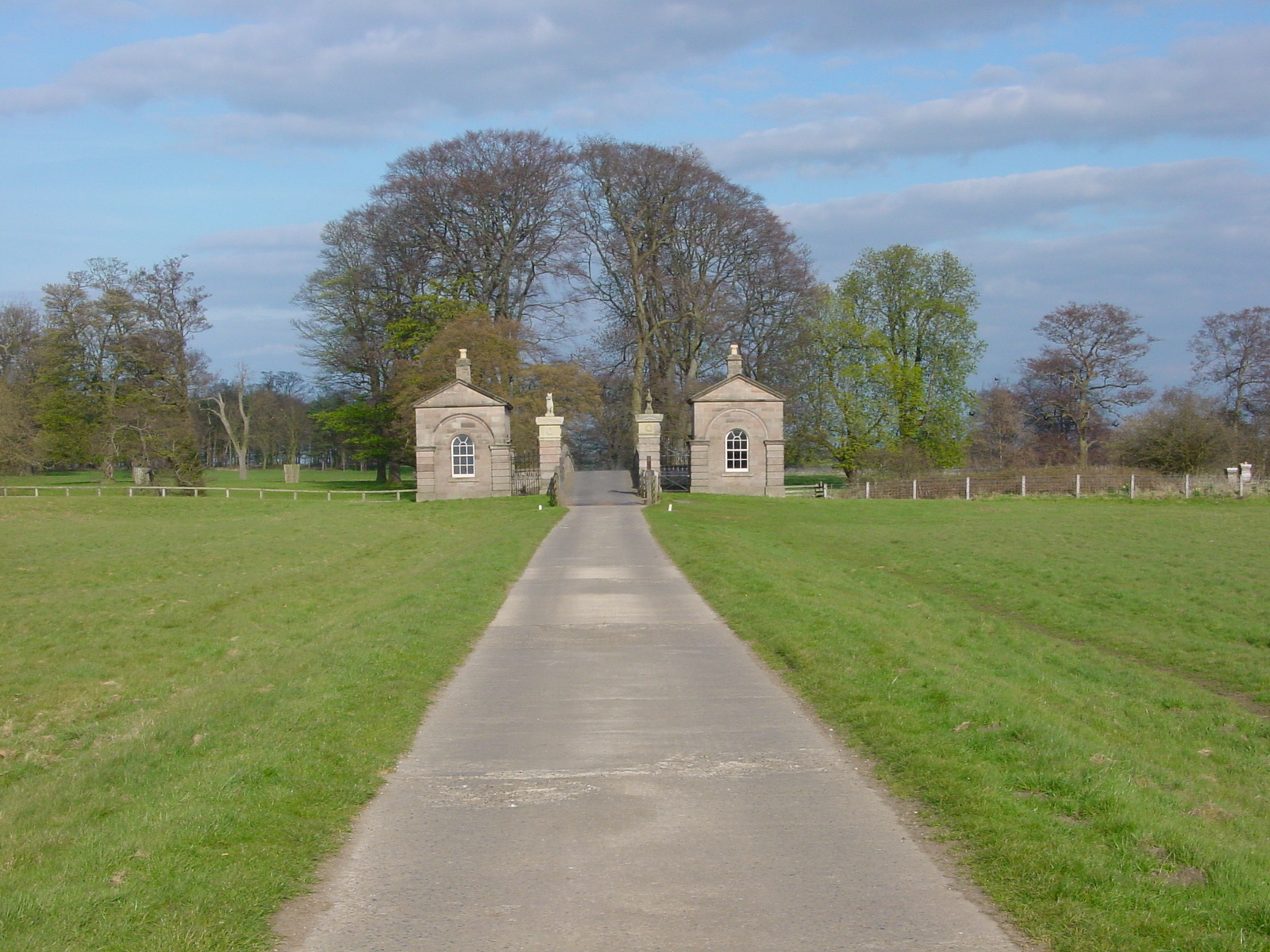
Portes de pont à Ribston Park

Le domaine de Ribston est concédé par Robert de Ros aux Templiers en 1217 et transmis aux Chevaliers Hospitaliers à la suppression des Templiers au début du XIVe siècle. À la suite de la dissolution des monastères, la propriété revient à la Couronne et est accordée à Charles Brandon (1er duc de Suffolk), qui la vend à Henry Goodricke en 1542 .
Henry Goodricke est remplacé par son fils Richard, qui devient haut shérif du Yorkshire de 1579 à 1580 et meurt en 1581. Richard est remplacé par son propre fils, Richard, qui est haut shérif du Yorkshire de 1591 à 1592 et meurt en 1601. Il est remplacé à son tour par Sir Henry Goodricke dont le fils John est nommé baronnet Goodricke en 1641. En tant que royaliste, Sir John souffre pendant la guerre civile, étant condamné à une amende puis emprisonné dans la tour de Londres, d'où il s'échappe en France. Après la Restauration, il est élu député du Yorkshire en 1661, siégeant jusqu'en 1670 .
En 1674 , Sir Henry Goodricke, 2e baronnet, fils de Sir John, est député de Boroughbridge de 1673 à 1679 et de 1683 à sa mort en 1705. Il construit la maison existante sur les vestiges de l'ancienne propriété . Le nouveau manoir est la maison de la famille Goodricke jusqu'à la mort du septième baronnet en 1833, qui est célibataire. Il lègue le domaine à Francis Littleton Holyoake de Studley Castle à condition que ce dernier adopte le nom de Goodricke. En 1836, Francis Holyoake-Goodricke vend le domaine à Joseph Dent, d'une famille aisée du Lincolnshire, qui aménage pinetum dans le domaine c. 1857. Il est haut shérif pour 1847.
Le manoir reste la maison de la famille Dent. Le domaine aurait donné son nom à la pomme Ribston Pippin.